# David Roditi
David Roditi (Città del Messico, 30 novembre 1973) è un allenatore di tennis ed ex tennista messicano.

## Carriera
In carriera ha raggiunto quattro finali di doppio. Nei tornei del Grande Slam ha ottenuto il suo miglior risultato raggiungendo il terzo turno nel doppio agli US Open nel 1997 e agli Australian Open nel 1999.
In Coppa Davis ha disputato un totale di 10 partite, ottenendo 5 vittorie e 5 sconfitte.

## Statistiche

### Doppio

#### Finali perse (4)
| Numero | Anno             | Torneo                                                      | Superficie  | Compagno       | Avversari in finale              | Punteggio     |
| 1.     | 10 agosto 1997   | Internazionali di Tennis di San Marino, Città di San Marino | Terra rossa | Brandon Coupe  | Cristian Brandi Filippo Messori  | 5-7, 4-6      |
| 2.     | 22 febbraio 1998 | Kroger St. Jude International, Memphis                      | Cemento     | Ellis Ferreira | Todd Woodbridge Mark Woodforde   | 3-6, 4-6      |
| 3.     | 12 aprile 1998   | Estoril Open, Lisbona                                       | Terra rossa | Fernon Wibier  | Donald Johnson Francisco Montana | 1-6, 6-2, 1-6 |
| 4.     | 1º novembre 1998 | Abierto Mexicano Telcel, Città del Messico                  | Terra rossa | Daniel Orsanic | Jiří Novák David Rikl            | 4-6, 2-6      |